# Ernest Austin
Pour les articles homonymes, voir Austin.
Ernest Austin (Londres, 31 décembre 1874 – Wallington 24 juillet 1947) est un compositeur anglais.

## Biographie
Il commence à composer en 1907 après une carrière dans les affaires. Il est auto-didacte. Il est le frère du baryton et compositeur Frederic Austin (1878–1951).
Peu connue aujourd'hui, sa musique orchestrale a connu un certain succès en son temps, et a même été jouée aux Proms. Ernest Austin est un compositeur prolifique de mélodies, exprimant un large spectre de sentiments. Il fait aussi des transcriptions pour le piano d'œuvres d'autres compositeurs.
Son œuvre la plus connue est probablement The Pilgrim's Progress, un poème symphonique à programme pour orgue seul, divisé en 12 sections et s'inspirant du Voyage du pèlerin écrit par John Bunyan; la durée d'exécution est d'environ 2 heures trois quarts. Elle est accompagnée d'un texte qui explique ce qui se passe à chaque étape de la musique et qui peut être lu par un récitant. Dans la 12e section, il y a des parties optionnelles pour chœur (SSATTB), cloches, et  violon solo. L'œuvre a été rejouée en novembre 1988 à St. Michael, Cornhill, Londres, par l'organiste Kevin Bowyer, qui continue à la jouer en certaines occasions,.

## Œuvres

### Orgue
- The Pilgrim's Progress, Op.41; poème symphonique narratif en 12 mouvements et 4 parties, avec chœur possible (SSATTB), cloches, solo de violon et récitant (1912–1920).

### Musique de chambre
- 5 Trios avec piano, en partie basés sur des mélodies traditionnelles (avant 1914)
- In Field and Forest, pour flûte, cor anglais, et piano
- Sonate Lyrique, pour violon et piano

### Orchestre
- Variations sur The Vicar of Bray, Op.35, pour orchestre à cordes (1910, jouées aux Proms)
- Stella Mary Dances, Op.58, suite orchestrale (1918, jouée aux Proms)
- Sweet Night, pour flûte, clarinette, cornet à pistons, et orchestre à cordes
- Symphonie

### Piano
- Suites: 6 Dream Themes; 4 English Pastorals; To Music (7 mouvements); Under Blue Skies; environ 25 Tone Stanzas (1908–1924)
- 2 livres de Préludes, Op.56
- Indian Pipe Dance (1921)
- 14 Sonatines pour enfants, sur des airs populaires anglais
- Through the Eyes of Youth
- Sonates
- Transcriptions de mélodies, Sevillana, et Mot d'Amour, d'Edward Elgar (1926)

### Mélodies
- Cycles de mélodies : Songs from the Highway; A Sheaf of Songs (5)
- Mélodies isolées : Aspiration; Fountain Song; I Made Thee Mine; The Infinite Voice; Life; Sigh No More Ladies; April Wears a Smiling Face; Tony the Turtle; Cradle Song; Sea Dogs; Sleep Little Rose; Sweet Night; The Woodland Tailor; A Song of Folly; Thoughts (basé sur la valse de Brahms, op.39 no.15)

### Musique chorale
- Avec orchestre : Hymn of Apollo; Ode to a Grecian Urn
- Voix de femmes : The Dream Maker
- Voix d'hommes : Home on the Range (cowboy song)
- Unisson : chants pour enfants

### Écrits
- The Story of the Art of Music Printing (1913)
- The Fairyland of Music, (1922)